# 伊斯蘭教末世論
伊斯蘭教的末世論和伊斯蘭教六大信仰有關。伊斯蘭教和其他的亞伯拉罕諸教一樣，都教導死後肉體復活、神創世的計畫以及人類靈魂不滅等教義；義人將獲得樂園（天堂）的歡樂，而惡人將在火獄（地獄）裡受罰。
《古蘭經》有一部分即探討這些信仰，另外許多聖訓也對這些主題加以延伸詮釋。在什葉派裡，眾所皆知的菲特納指的就是哈米吉多頓。

## 審判日的跡象
- 《布哈里聖訓實錄》9:88:237記述穆罕默德說過直至有11種跡象發生審判日才會來臨，包括：
  - 兩個追隨同一宗教教義的群體互相戰爭，雙方有大量傷亡；
  - 有約30個騙子出現，而每一個都自稱是安拉的使者
  - 宗教知識流失
  - 地震增多
  - 時間加快
  - 人們競相興建高樓
  - 太陽從西方升起[1]
- 《穆斯林聖訓實錄》41:6985記述穆罕默德說：「復生日（英语：Judgement Day in Islam）不會來臨，直到穆斯林殺戮猶太人。當穆斯林追殺猶太人，他們藏於石頭和樹木後時，石頭和樹木就會喊：『穆斯林！安拉的僕民！我後面的就是猶太人，快來殺他！』但厄爾蓋德樹不會這樣，因為它是猶太人的樹。」[2]

## 外部連結
- （英文）最後一刻的跡象
- （中文）末日的徵兆 （页面存档备份，存于）